# Kenan Yıldız
Kenan Yıldız (* 4. Mai 2005 in Regensburg) ist ein deutschtürkischer Fußballspieler. Der Offensivspieler steht bei Juventus Turin unter Vertrag und ist türkischer A-Nationalspieler.

## Karriere

### Vereine
Yıldız wurde als Sohn eines türkischen Vaters und einer deutschen Mutter in Regensburg geboren. Er begann mit dem Fußballspielen bei Sallern Regensburg, bevor er schließlich von Jahn Regensburg, dem größten Verein in seiner oberpfälzischen Geburtsstadt, verpflichtet wurde. Im Alter von sieben Jahren kam er 2012 in die Jugendakademie des FC Bayern München, wo er die Altersklassen durchlief, oft als Kapitän agierte und schließlich zu einer festen Größe in der A-Jugend wurde, für die er in der Saison 2021/22 zwei Tore in acht Spielen in der A-Junioren-Bundesliga Süd/Südwest erzielte.
Yıldız’ Vertrag beim FC Bayern München endete im Juli 2022. Gespräche über eine Vertragsverlängerung blieben ergebnislos. Mehrere europäische Spitzenvereine, darunter der FC Barcelona und Juventus Turin waren an seiner Verpflichtung interessiert. Am 12. Juli 2022 unterzeichnete Yıldız einen Vertrag bei Juventus. Im September 2022 war er in der Liste der 60 weltweit größten Talente des Jahrgangs 2005 des Guardian verzeichnet. Bei Juventus spielte Yıldız zuerst für die U19 in der Campionato Primavera 1 sowie die Reservemannschaft Juventus Next Gen in der drittklassigen Serie C und kam auch in der UEFA Youth League zum Einsatz.
Am 1. Spieltag der Saison 2023/24 debütierte Yıldız unter Massimiliano Allegri als Einwechselspieler in der Serie A. Am 23. Dezember 2023 erzielte er sein erstes Tor in der Serie A bei einem 2:1-Auswärtssieg gegen Frosinone Calcio.

### Nationalmannschaft
Da Yıldız die deutsche und türkische Staatsbürgerschaft besitzt, konnte er zwischen dem DFB und TFF wählen. Er kam für die türkische U17-Nationalmannschaft in den Jahren 2021 und 2022 in zehn Länderspielen zum Einsatz, in denen er drei Tore erzielte. Sein Debüt als Nationalspieler gab er am 3. September 2021 in Baku beim 4:1-Sieg im Freundschaftsspiel gegen die U17-Nationalmannschaft Aserbaidschans. Am 27. September 2022 gab er sein Debüt für die türkische U21-Nationalmannschaft, die in Istanbul das Freundschaftsspiel gegen die U21-Nationalmannschaft Georgiens mit 1:0 gewann.
Für die türkische A-Nationalmannschaft kam er erstmals im sechsten EM-Qualifikationsspiel der Gruppe D für die Europameisterschaft 2024 in Deutschland als Einwechselspieler in der 86. Minute zum Einsatz. Das am 12. Oktober 2023 in Osijek gegen die Nationalmannschaft Kroatiens ausgetragene Länderspiel wurde mit 1:0 gewonnen. Am 18. November 2023 gelang ihm sein erstes Länderspiel-Tor zum zwischenzeitlichen 2:1 für die Türkei gegen die deutsche Nationalelf. Das Freundschaftsspiel zwischen Deutschland und der Türkei ging 2:3 aus und wurde in Berlin im Olympiastadion ausgetragen.

## Erfolge
- Italienischer Pokalsieger: 2023/24